# 5月13日 (旧暦)
旧暦5月13日は、旧暦5月の13日目である。六曜は大安である。

## できごと
- 寛平元年（ユリウス暦889年6月14日） - 桓武天皇の曾孫・高望王が平姓を賜る。平将門の祖父
- 応永8年（ユリウス暦1401年6月24日） - 足利義満が遣明使を派遣。日明貿易への第一歩
- 寛文12年（グレゴリオ暦1672年6月8日） - 小石川の水戸藩邸に彰考館を開設。『大日本史』の編輯が本格化
- 文政元年（グレゴリオ暦1818年6月16日） - イギリス人ゴードンが浦賀に来航し貿易を求める。江戸幕府は拒否
- 慶応2年（グレゴリオ暦1866年6月25日） - 江戸幕府が英仏米蘭と輸入税引き下げの「改税約書（江戸協約）」を締結
- 明治2年（グレゴリオ暦1869年6月22日） - 「出版条令」制定。出版の許可制と出版取調所を設置
- 明治3年（グレゴリオ暦1870年6月11日） - 庚午事変

## 誕生日
- 享和元年（グレゴリオ暦1801年6月23日） - 江川英龍、伊豆韮山代官・兵学者（+ 1855年）

## 忌日
- 文政12年（グレゴリオ暦1829年6月14日） - 松平定信、江戸幕府老中・寛政の改革を実施（* 1758年）

## 記念日・年中行事
- 竹酔日（ちくすいび） - 中国の俗説で、竹を移植するのに最良とされる日。この日は竹が酔っているので、移植されたことがわからず、よく根付くという。竹迷日、竜生日、竹誕日などともいう。